# Reticulidia
Genre
Reticulidia est un genre de mollusques nudibranches de la famille  des Phyllidiidae.

## Liste des espèces
Selon World Register of Marine Species (1 septembre 2020) :
- Reticulidia fungia Brunckhorst & Gosliner in Brunckhorst, 1993
- Reticulidia gofasi Valdés & Ortea, 1996
- Reticulidia halgerda Brunckhorst & Burn in Brunckhorst, 1990
- Reticulidia suzanneae Valdés & Behrens, 2002

## Galerie

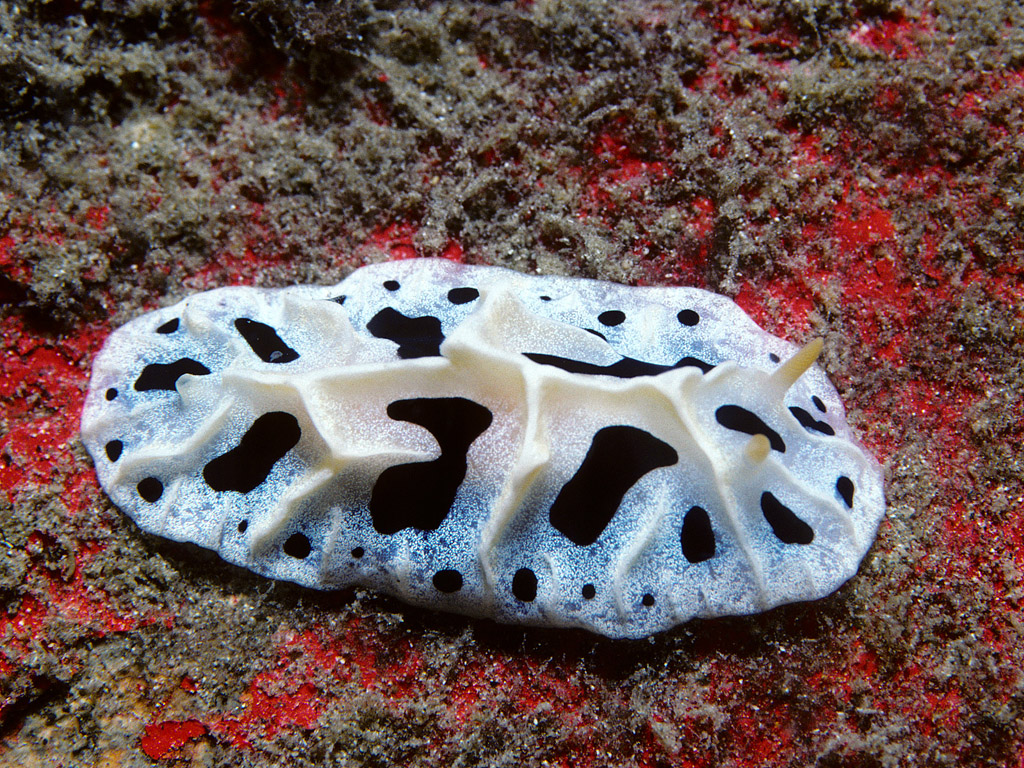
Reticulidia fungia.
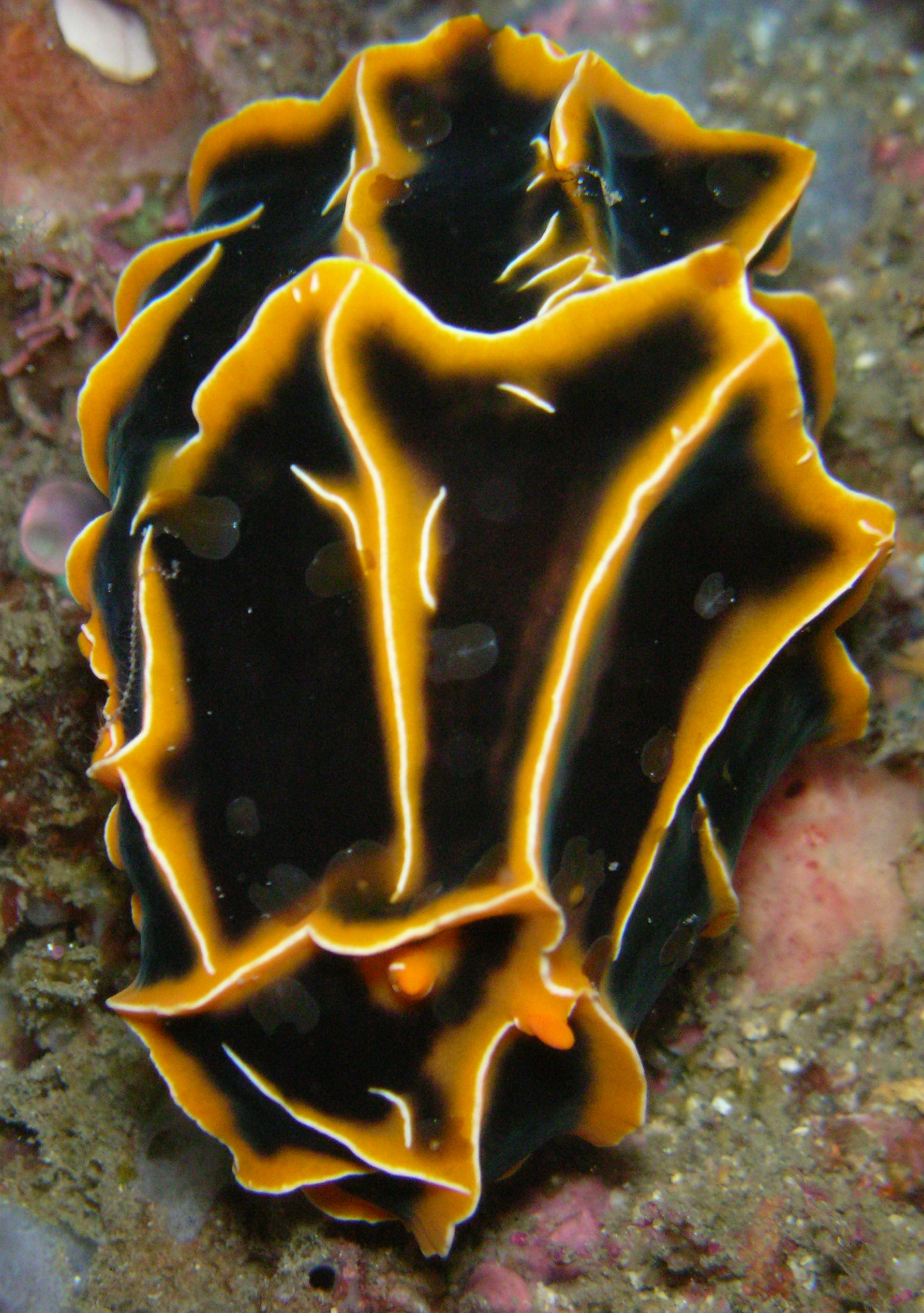
Reticulidia halgerda.
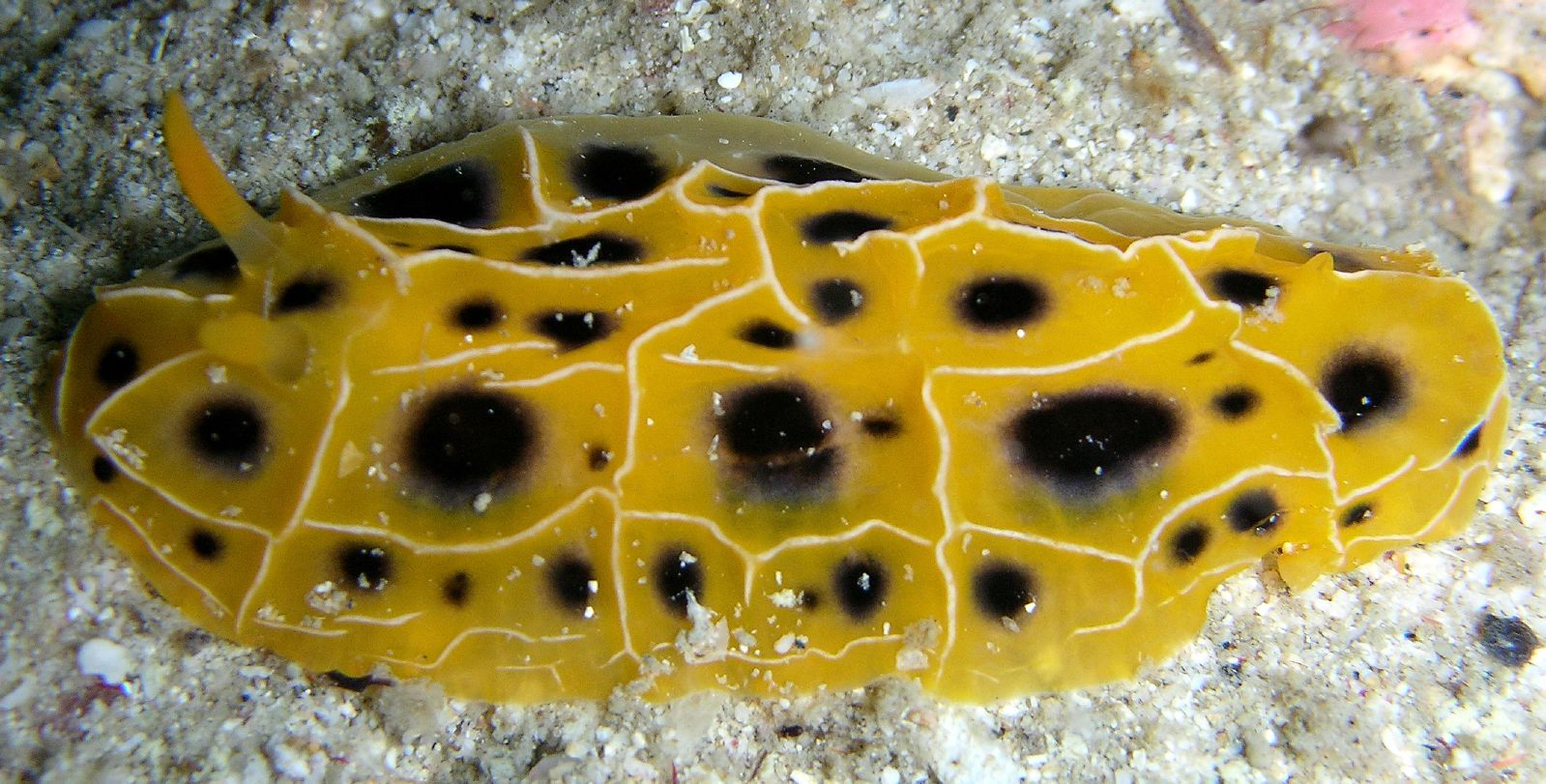
Reticulidia suzanneae.

## Publication originale
- (en) D. J. Brunckhorst, « Description of a New Genus and Species belonging to the Family Phyllidiidae (Nudibranchia: Doridoidea) », Journal of Molluscan Studies, OUP et Malacological Society of London, vol. 56, no 4,‎ 1990, p. 567-576 (ISSN 0260-1230 et 1464-3766, DOI 10.1093/MOLLUS/56.4.567, lire en ligne).